# Cleora acaciaria
Cleora acaciaria là một loài bướm đêm trong họ Geometridae.